# Église Sainte-Marine de Dojinoviće
Ne doit pas être confondu avec Église Sainte-Marine.
L'église Sainte-Marine de Dojinoviće (en serbe cyrillique : Црква свете Марине у Доиновићима ; en serbe latin : Crkva svete Marine u Doinovićima) est une église orthodoxe serbe située à Dojinoviće, sur le territoire de la Ville de Novi Pazar et dans le district de Raška, en Serbie. Elle est inscrite sur la liste des monuments culturels de grande importance de la république de Serbie (identifiant no SK 387),,.

## Présentation
L'église a été construite dans la première moitié du XVIIe siècle,.
Elle se compose d'une nef unique prolongée par une abside à trois pans à l'extérieur et demi-circulaire à l'intérieur ; les murs sont constitués de blocs de pierre réguliers et l'édifice est doté d'un toit à pignon recouvert de dalles de pierre,. L'intérieur, qui mesure seulement 3,1 × 1,5 m, n'est éclairé que par la fenêtre de l'abside,.
L'intérieur abrite une fresque rustique qui représente des figures en pied ou en buste,.
Des travaux de restauration sur le bâtiment ont été réalisés en 1968 et des travaux de préservation sur les fresques en 1971,.